# Margaretha Stülzer

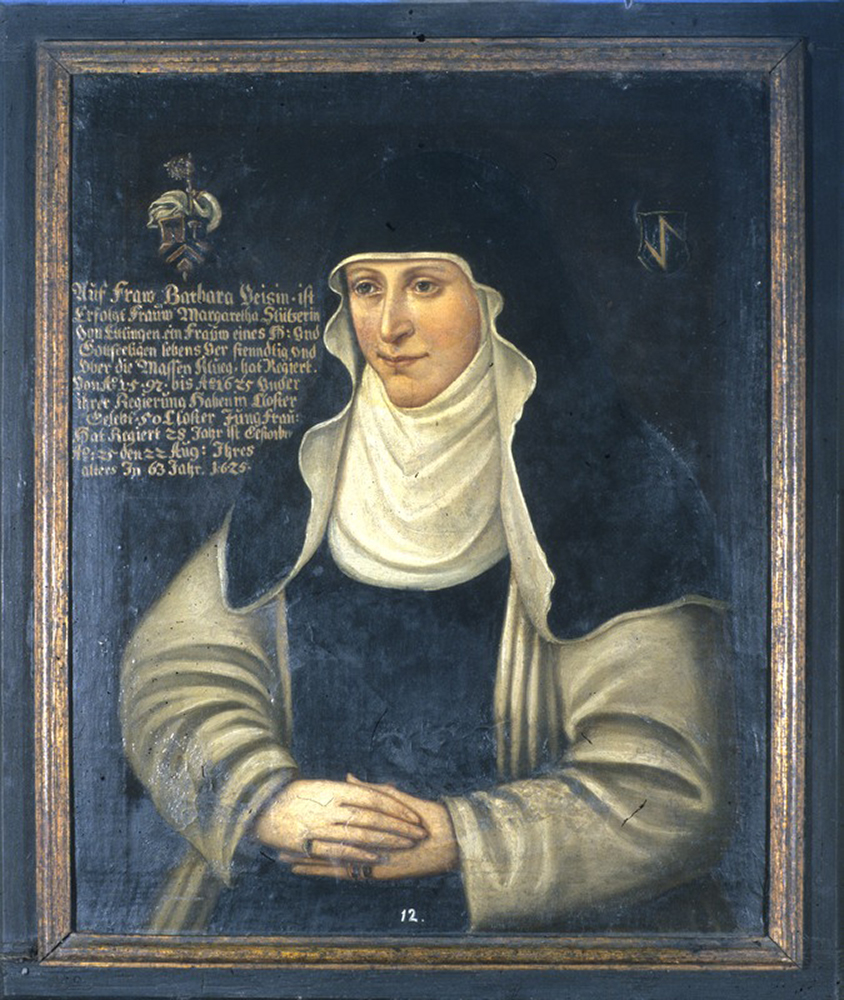
Porträt der Äbtissin Margareta Stülzer

Margaretha Stülzer OCist (* 1563 in Ettlingen; † 22. August 1625 in Lichtental) war eine deutsche Zisterzienserin und von 1597 bis 1625 Äbtissin des Zisterzienser-Klosters Lichtenthal.

## Leben
Margaretha Stülzer aus Ettlingen wurde nach dem Tod ihres Vaters Philipp Stülzer in das Kloster Lichtenthal gegeben, um dort Ausbildung und Erziehung zu erhalten. 16-jährig verließ sie das Kloster zwar kurzfristig, kehrte aber bald zurück, um sich als Novizin einkleiden zu lassen. Gemeinsam mit einer weiteren Schwester wurde sie in das Stift Olsberg (Gottesgarten) im schweizerischen Kanton Aargau geschickt, wo sie Äbtissin Katharina von Hersberg bei der Reform des Klosters mithelfen sollten. Als sich herausstellte, dass die Reform misslingen würde, u. a. da Äbtissin Katharina den Anweisungen des Konzils nicht folgte, kehrte Margaretha 1594 zurück nach Lichtenthal. Nach dem Tod der Vorgängeräbtissin Barbara Vehus wurde sie am 25. Juni 1597 unter Vorsitz des Abtes von Neuburg Johann Faber zur 25. Äbtissin des Klosters Lichtenthal gewählt.
Bereits kurz nach ihrem Amtsantritt kam es zu ersten Änderungen und der Befürchtung um eine mögliche Auflösung des Klosters durch Markgraf
Ernst Friedrich von Baden Durlach nach dessen oberbadischer Okkupation, der ab jetzt verlangte, dass man ohne seine Zustimmung keinen Pfarrherrn, keinen Beichtvater, keinen Visitator und keine Novizin mehr aufnehmen solle. Zu diesem Umstand kam noch die Sorge, dass die Regierung dem Konvent einen lutherischen Prediger abstellen würde. Daran änderte sich auch nichts nach dem Tode Ernst Friedrichs im Jahr 1604, da sein Bruder Markgraf Georg Friedrich (Baden-Durlach) an der Besetzung der Markgrafschaft Baden-Baden festhielt. Eine im Jahr 1605 durchgeführte Belehnung der Markgrafschaft Baden durch Kaiser Rudolf II. war an die Bedingung geknüpft, keine Religionänderung durchzuführen, sowie an die Verpflichtung, die Schulden der Markgrafschaft Baden-Baden abzuzahlen. An diesen Schulden wurde das Kloster mit 4.000 Gulden beteiligt, die es einschließlich Zinsen innerhalb von 5 Jahren abzahlen sollte.
Als sich die Lage des Klosters Lichtenthal nach der Einschätzung von Äbtissin Margaretha in einem kritischen Zustand befand, wandte sie sich schriftlich an den Salemer Abt Petrus Müller II., „das man ihrem Gotteshaus seine Freiheiten nehme“. 1616 ließ sie sich schließlich nach Anraten durch den Salemer Prior Johann(es) Muotelsee zum Verzicht auf die althergebrachten Privilegien des Klosters und des Präsentationsrechts in den ihm angegliederten Pfarreien überreden.
Bereits 1598 hatte das Kloster Lichtenthal mehrere Widemgüter (Pfarrgüter) in Iffezheim, mit der Einschränkung, dass diese nicht veräußert, geteilt oder vernachlässigt werden durften, erhalten. Im Jahr 1600 traten mehrere Gemeinden ihr Patronatsrecht und ihre Kirchengefälle an das Kloster ab, darunter u. a. Rußheim und Bühl. Trotz schwieriger äußerer Umstände gelang es Äbtissin Margaretha, im Kloster Veränderungen vorzunehmen oder Neues errichten zu lassen, darunter ein neuer Marienbrunnen und eine Kirchenkanzel, die das Relief des heiligen Bernhard zeigt. Während ihrer 28-jährigen Regierungszeit betreute Äbtissin Margaretha 50 Nonnen, sie starb am 22. August 1625. Ihre Nachfolgerin im Amt als Äbtissin des Klosters Lichtenthal wurde Margaretha Göll.

## Ergänzendes
Das älteste Äbtissinnen-Verzeichnis (AV) des Klosters Lichtenthal befindet sich in den vier Kopialbüchern am Schluss eines jeden Bandes unter der Überschrift „Abtißinen die in diesem saeculo oder hundert Jahren regirt“. Zwar konnte der Verfasser der Kopialbücher nicht festgestellt werden, jedoch gilt als gesichert, dass sie zu Lebzeiten von Margartha Stülzer entstanden sind, und mit ihr als 25. Äbtissin und mit dem ihr wie folgt gewidmeten Distichon Hanc Deus omnipotens multos conservet in annos Regnantem et pellat tristitia cuncta procul enden.